# Ivan Cukon
Ivan Cukon (tal. Zuccon; Medulin, Hrvatska, 23. listopada 1868. – Zagreb, 7. listopada 1928.) bio je hrvatski odvjetnik, političar Narodne stranke, novinar, borac za prava istarskih Hrvata. Poznat je kao pisac pjesme "Krasna zemljo, Istro mila, dome roda hrvatskog" koja će kasnije postati istarska himna. Pjesmu je napisao 1912. godine, a uglazbio ju je Matko Brajša. Distribuirana je po Istri putem razglednica.

## Životopis
Rodio se u Medulinu. U rodnom mjestu je pohađao osnovnu školu. Potom je otišao u Kopar, gdje je išao u gimnaziju. Nakon srednje škole odlazi u Austriju, u Beč, gdje studira pravo koje diplomira 1894. godine.
Pripadao je najznamenitijim Istranima svog vremena, članovima Matice hrvatske, koji su branili, čuvali i štitili hrvatski nacionalni duh za burnih vremena talijanizacije Istre. Cukon ne samo što je bio članom, nego je bio povjerenikom Matice hrvatske za Istru.
Nakon diplome je bio vježbenikom kod poznatog pravaškog političara u Puli dra Matka Laginje. Poslije je bio aktivnim članom u nekoliko društava, među ostalim i u Sokolskom društvu.
Aktivirao se i u politici, pa je bio zastupnikom Istarskog pokrajinskog sabora u Poreču, kojem je kasnije i predsjedavao.
Bio je aktivan i kao novinar, pa je pisao u listovima Naša sloga, Il diritto croato (Il pensiero slavo), Hrvatski list i inima. U Puli je 1911. godine preveo je i uredio Zbirku zakona potrebnih u javnom životu Istre i druguda, koja je prvi hrvatski tekst tada važećih zakona za potrebe istarskih Hrvata.
Kad je Kraljevina Italija okupirala Istru, krenula je obračunati se sa svim nacionalno svjesnim Hrvatima u Istri. U ožujku 1919. su ga uhitili i internirali u mjestašce kod Rima na 6 mjeseca. No ni nakon povratka iz internacije kući u Pulu, nije našao mira. Fašisti su mu 1920. provalili u stan i ured, opustošivši mu sve, uključujući i knjige i spise.
Sva ta šikaniranja su ga prisilila iseliti iz Istre i otići u emigraciju u Hrvatsku, zajedno s brojnim istarskim Hrvatima. Smjestio se u Zagreb. Nakon što je emigrirao, 1922. godine je u Zagrebu osnovao Društvo Primoraca i Istrana. U Zagrebu je pisao za listove Pokret i Riječ o istarsko-riječkim hrvatskim temama.
Pomoć u emigrantskim danima mu je pružio njegov zemljak koji je uspio postati hrvatskim banom (obnašao je tu dužnost od veljače do prosinca 1920.), Matko Laginja. Po njegovom naputku je otišao raditi u Beč. 
1924. je postao velikim županom Zagrebačke oblasti. Dužnost je obnašao dvije kalendarske godine.
Umro je 1928. godine u Zagrebu.

## Djela
- Zbirka zakona potrebnih u javnom životu Istre i druguda, Pula 1911., (preveo i uredio)
- Tragedija naše Istre, Medulin–Zagreb, 1983., (Za tisak predviđeno 1928. Sređeno u Medulinu 1983.)

## Poznate misli
- Krivi smo, jer smo živi (naslov članka u kojem je govorio o Istri pod talijanskom vlašću)

## Spomen
- 2008. je godine u Medulinu postavljena Cukonova brončana spomen-skulptura, rad akademskog kipara Mate Čvrljka.

## Vanjske poveznice
- Jurkić, Mirko, Borba Istrana u Zagrebu za očuvanje hrvatskoga identiteta u Istri 20-ih i 30-ih godina 20. stoljeća // Kroatologija, vol. 2., br. 1. (2011.), str. 59. – 77. (Hrčak)